# Werrabrücke Immelborn
Die Werrabrücke bei Immelborn ist eine Fachwerkbrücke über die Werra, welche Ende der 1880er Jahre beim Bau der Bahnstrecke Immelborn–Liebenstein-Schweina errichtet wurde. Vor und hinter der Werrabrücke wurde zusätzlich je eine Flutbrücke gebaut, um einen ausreichenden Wasserdurchfluss bei Hochwasser zu gewährleisten.

## Geschichte

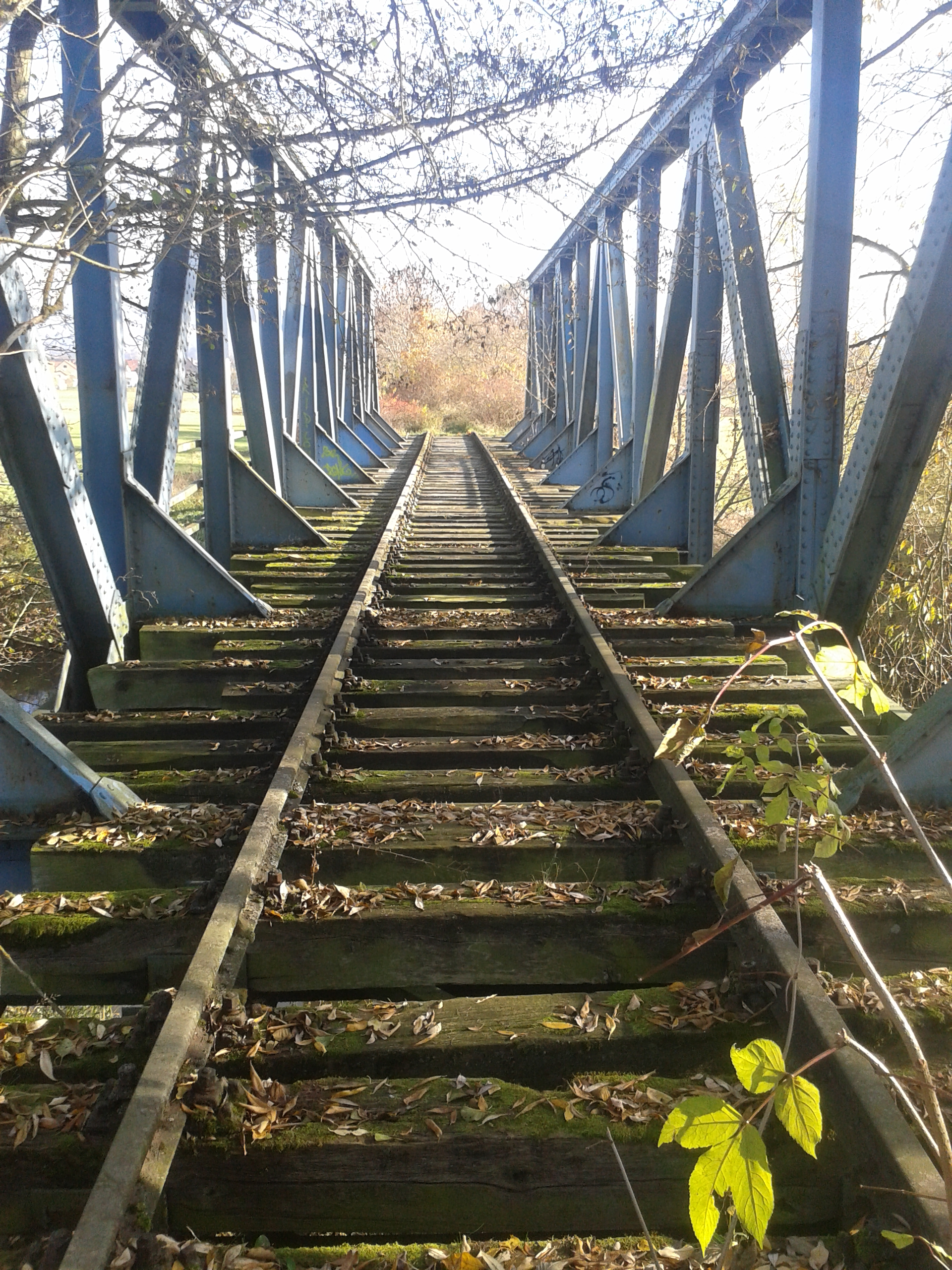
Brücke mit Gleisrest im November 2015

Am 28. November 1887 schlossen die Länder Sachsen-Meiningen und Hessen-Nassau einen Staatsvertrag zum Bau der Eisenbahnstrecke – die Werra bildete hier die Grenze zwischen beiden Ländern – und keine zwei Jahre später am 1. August 1889 fand die feierliche Eröffnung statt.
In der Nacht vom 1. zum 2. April 1945 versuchte der Volkssturm, den Vormarsch der amerikanischen Truppen durch Sprengung der Werrabrücke sowie der benachbarten Straßenbrücke vor Barchfeld aufzuhalten. Die Sprengung beschädigte den Brückenpfeiler und die Brücke stürzte einseitig ab. Erst zum 21. Januar 1946 konnte der Zugverkehr wieder aufgenommen werden, allerdings wurde in den Akten vermerkt, dass aufgrund nicht vollwertigen Materials die damalige Brückenklasse von H auf J herabgesetzt werden musste. Mit der offiziellen Betriebseinstellung 1973 verlor die Brücke ihre Funktion, in den Jahren zuvor wurde sie zur Abstellung von Güterwagen etwa bis zum Streckenkilometer 1,5 genutzt. Im Jahr 1989 erhielt das Bauwerk einen neuen Anstrich gegen Korrosion. Bis heute liegen Gleise auf dem Brückenbauwerk.